# Stratum fibrosum
Stratum fibrosum (lateinisch stratum ‚Schicht‘ und fibra ‚Faser‘) bezeichnet in der Anatomie eine Gewebeschicht, die vorwiegend aus straffem Bindegewebe besteht.
Strata fibrosa kommen vor:
- in der Gelenkkapsel[2]
- in der Knochenhaut[3]
- in Sehnenscheiden[4]